# Costume de scène
Le costume de scène désigne les vêtements portés sur scène par les acteurs de spectacle vivant. Il évolue selon les périodes et le type de représentation : ballet, opéra, théâtre et leurs différents sous-genres.

## Spécificités

### Ballet

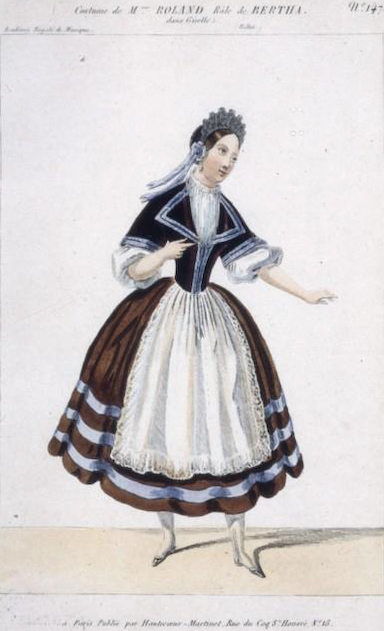
Costume pour Giselle, rôle de Mme Roland (dessin de 1841).

Aux débuts du ballet, au XVIIIe siècle, les costumes sont des habits de cour, adaptés pour faciliter les mouvements de danse. Au fur et à mesure de l’évolution du genre, les tenues et les chaussons changent suivant les modes. L’époque romantique voit l’apparition du tutu long et des chaussons de pointes.
Au XXIe siècle, les compagnies de ballet font aussi appel à des grands couturiers pour des productions plus modernes, comme Karl Lagerfeld ou Olivier Rousteing à l’Opéra de Paris.

### Opéra
Le costume d’opéra doit permettre aux spectateurs de reconnaître les personnages, y compris depuis les places les plus éloignées de la scène. Ses éléments peuvent donc être exagérés, comme les coiffes ou les traînes, mais ne doivent pas gêner les interprètes. La respiration est particulièrement importante dans le chant lyrique ; les cantatrices ne portent donc ni corsets, ni cols montants, qui pourraient les gêner pour leurs vocalises.
La tradition du costume d'Opéra réaliste a été introduite en France par Justine Favart. Cette comédienne et cantatrice, épouse de Charles-Simon Favart fut la première à porter sur scène des costumes correspondants aux rôles qui lui étaient attribués.  
Au moment de jouer Bastien und Bastienne en 1768, la chanteuse est montée sur la scène de l'Opéra Comique vêtue avec "un habit de laine rayée, une chevelure plate, une croix d'or, les bras nus et des sabots, en un mot exactement telle qu'une simple villageoise". La cantatrice maîtrisait également divers accents, ce qui lui aurait notamment permis d'importer deux robes de Perse pour un costume, sans payer l’impôt en vigueur. 
Au début vivement critiquée, cette révolution a progressivement été acceptée sur les autres scènes d'Opéra, grâce à la critique de l'abbé Voisenon: "ces sabots-là vaudraient de bons souliers aux comédiens"

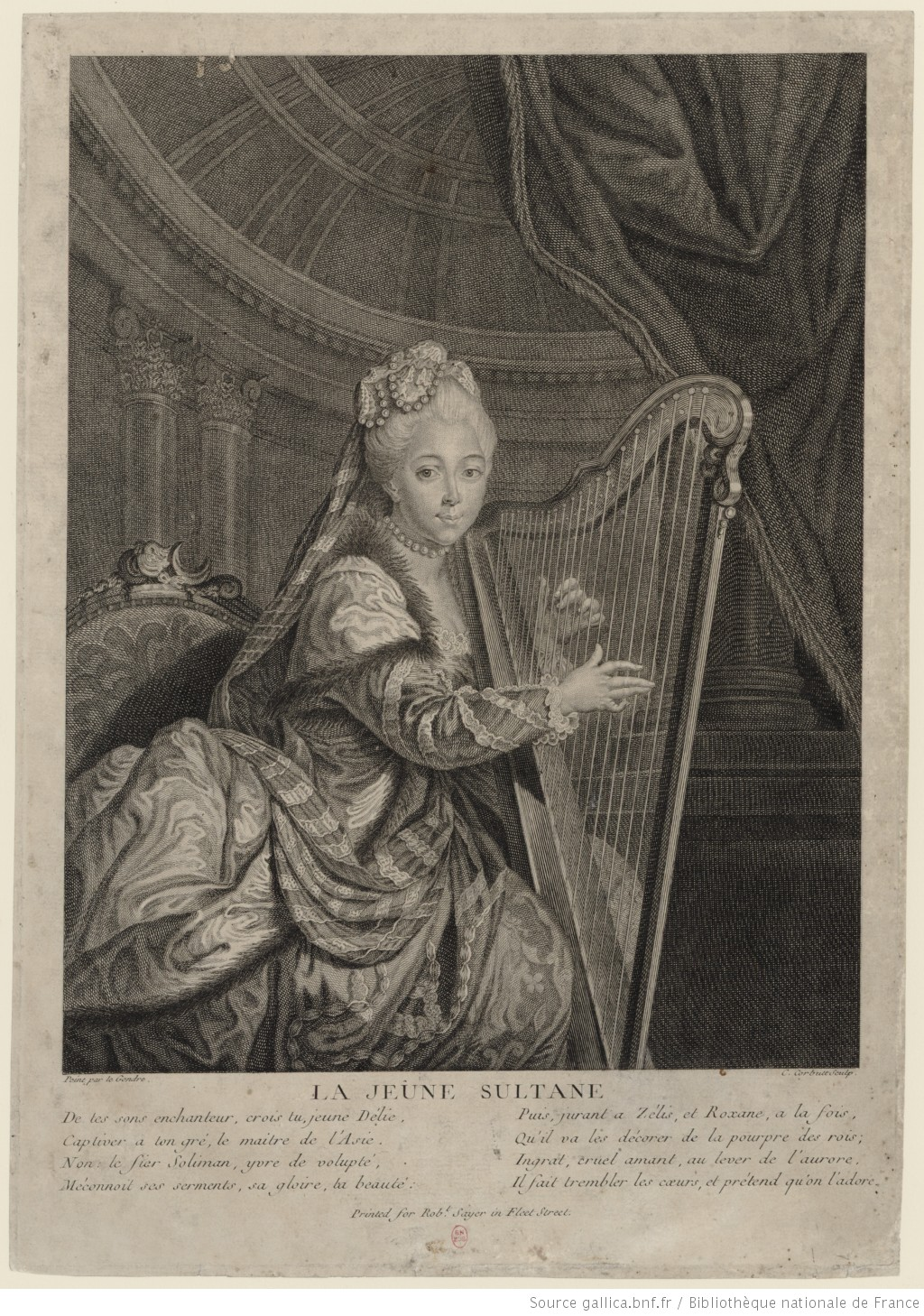
Justine Favart, rôle de la jeune sultane dans "Soliman II ou Les Trois sultanes" de Ch.-S. Favart

Les productions d’opéra peuvent faire appel à des couturiers célèbres pour concevoir leurs costumes, pour certaines mises en scène modernes, ou préférer une interprétation historique des décors et des costumes, en lien avec l’histoire de la pièce présentée.

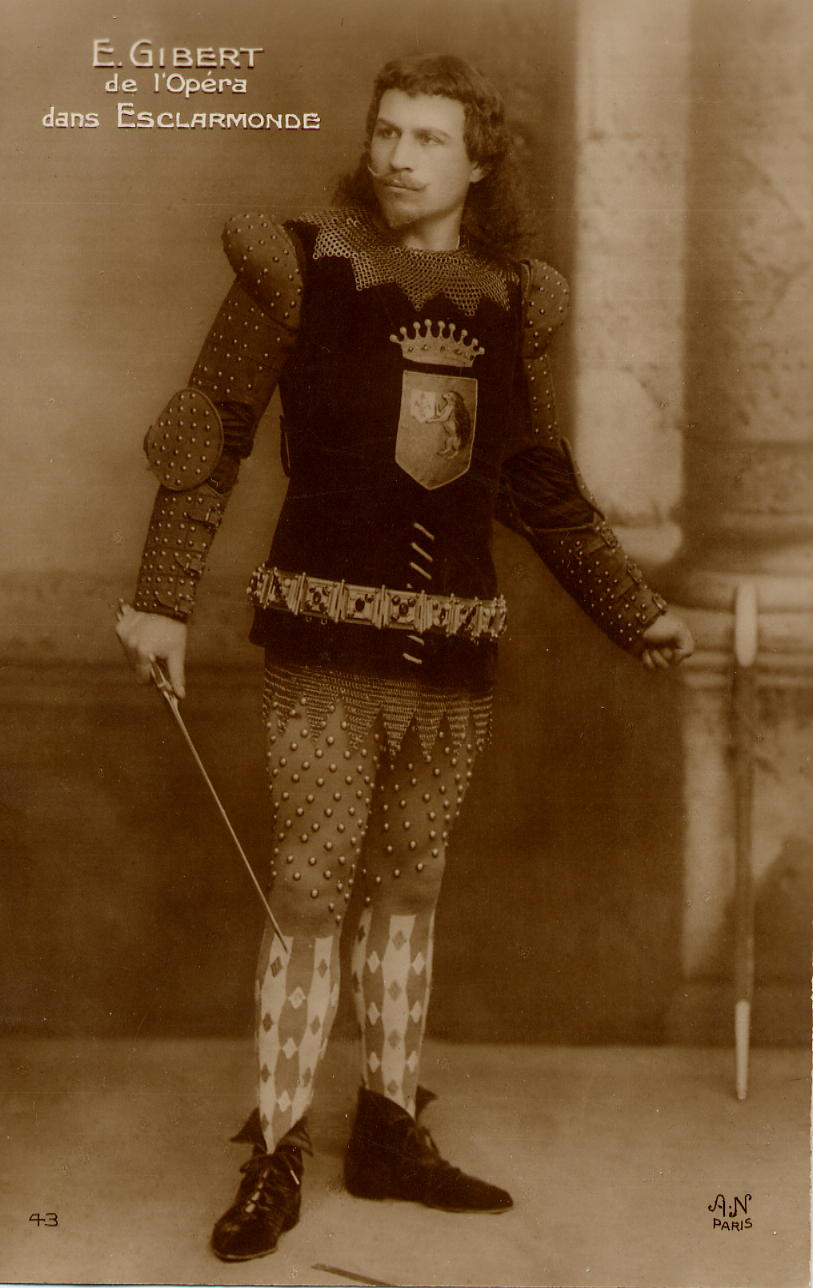
Étienne Gibert dans le rôle du Chevalier Roland en 1889 (Esclarmonde - Jules Massenet - Opéra comique )
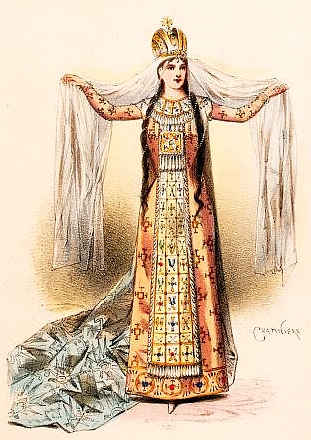
Sibyl Sanderson dans le rôle d’Esclarmonde (1889-1890)
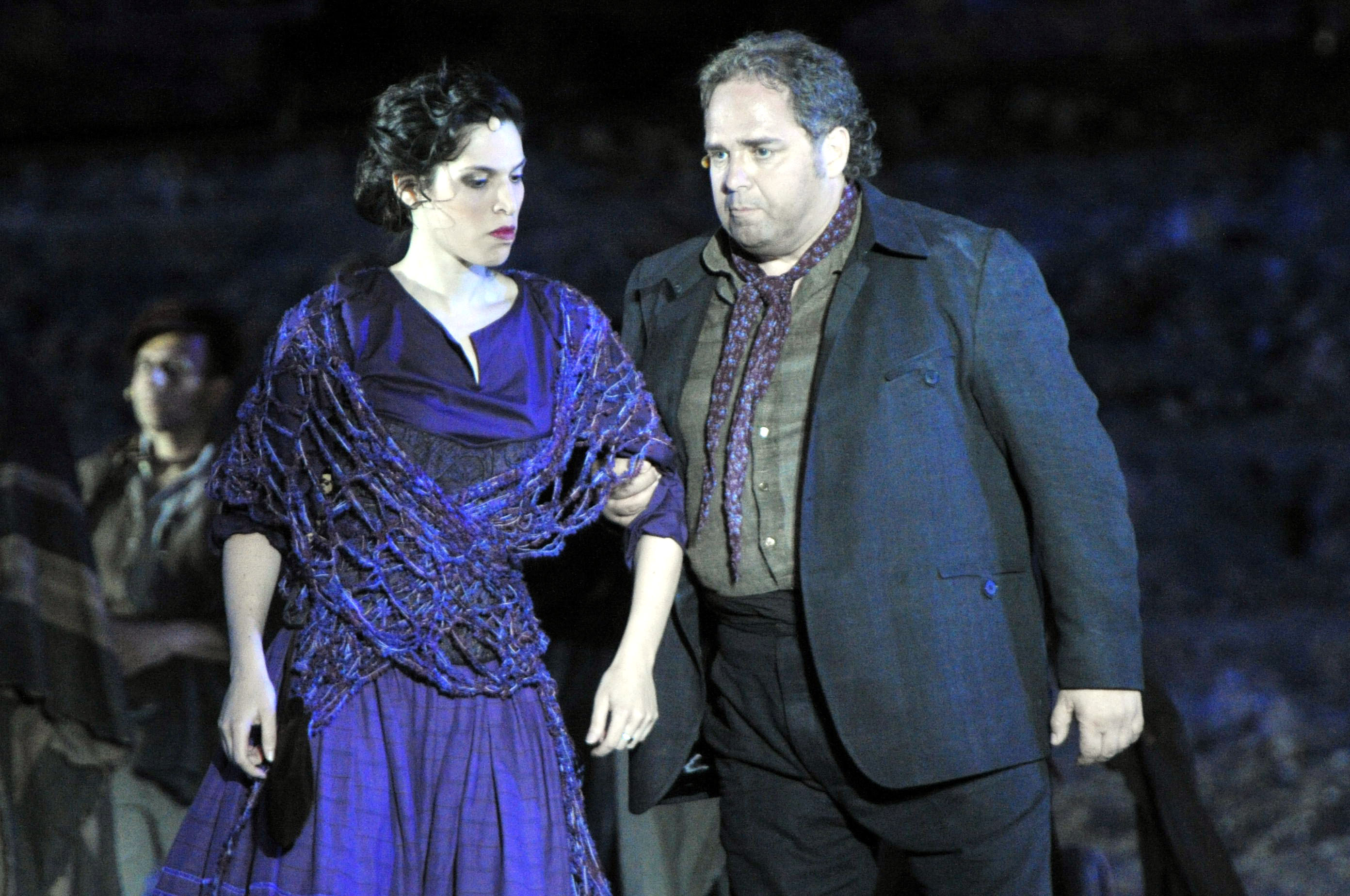
Costumes de Carmen (2012)

### Théâtre
En France, avant le XVIIIe siècle, les comédiens choississent leurs vêtements et jouent en habits de ville, qui peuvent leur être offerts par leurs mécènes ou protecteurs, mais qui ne correspondent pas forcément à leurs rôles.
Le théâtre italien, et plus particulièrement la Commedia dell’arte, comporte des personnages stéréotypés aux costumes symboliques, comme Arlequin avec ses losanges multicolores, Pierrot en blanc avec une collerette,…

## Techniques
Les costumes de scène sont conçus et fabriqués par des costumiers et des couturiers au sein d’ateliers, qui peuvent être partie intégrante des théâtres producteurs. Ces ateliers peuvent être spécialisés dans des domaines précis, comme celui de l’Opéra Comique parisien qui comporte un atelier de teintures naturelles.
Selon l’importance de la production, les ateliers peuvent aussi être divisés selon le type de costume à confectionner, on peut donc trouver les dénominations suivantes :
- « flou » pour les costumes féminins,
- « tailleur » pour les costumes masculins,
- « maille » pour les vêtements moulants comme les collants ou les justaucorps de danse,
- « modiste » pour les chapeaux et éléments de coiffure,
- « décoration » pour les bijoux et autres petits accessoires.

## Conservation

### Restauration
Comme pour les peintures, les costumes anciens doivent parfois être réparés ; les restaurateurs textiles sont formés pour renforcer les vêtements et garantir leur longévité, même en cas d’exposition. Les restaurations doivent être réversibles, et s’appuyer sur les matériaux et techniques originels.

### Risques
Parmi les facteurs de dégradation, on trouve les déformations dues aux mouvements des acteurs ou comédiens, la lumière vive lors des représentations ou des expositions, et le vieillissement naturel des matériaux, notamment sous leur propre poids.

### Conditions de stockage
Les collections de costumes sont généralement conservées dans des réserves, à l’abri de la lumière, et régulièrement surveillés pour éviter les dégâts liés aux parasites (mites ou autres insectes). Ils peuvent être placés en quarantaine préalablement, voire congelés, pour limiter les risques d’infection.
Les pièces sont ensuite emballées dans des matériaux neutres, et rangées à plat ou sur des cintres rembourrés.

### Centres spécialisés
En France, le Centre national du costume de scène conserve et expose des costumes et accessoires en provenance de l’Opéra de Paris, de l’Opéra Comique, et d’autres théâtres et opéras nationaux.